# Bathursteiland (Canada)
Bathurst (Engels: Bathurst Island) is een van de Koningin Elizabetheilanden in de Canadese Arctische Archipel. Het behoort bestuurlijk tot het territorium Nunavut.

## Geografie
Het is onbewoond en heeft een oppervlakte van 16.042 km² en is daarmee qua grootte het 13e eiland van Canada. Het bergachtige eiland maakt deel uit van de Arctische Cordillera en heeft als hoogste punt de Stokes Range (457 m).

## Geschiedenis
Bathurst werd rond de 11e eeuw bewoond door het Thulevolk, voorouders van de huidige Inuit. De poolonderzoeker William Parry ontdekte het eiland in 1819 opnieuw en vernoemde het naar Henry Bathurst, de toenmalige Britse minister van Oorlog en Koloniën.
In de jaren 1960 en 70 trok het polair wandelpad in noordelijke richting over het eiland.